# Elecciones locales de México

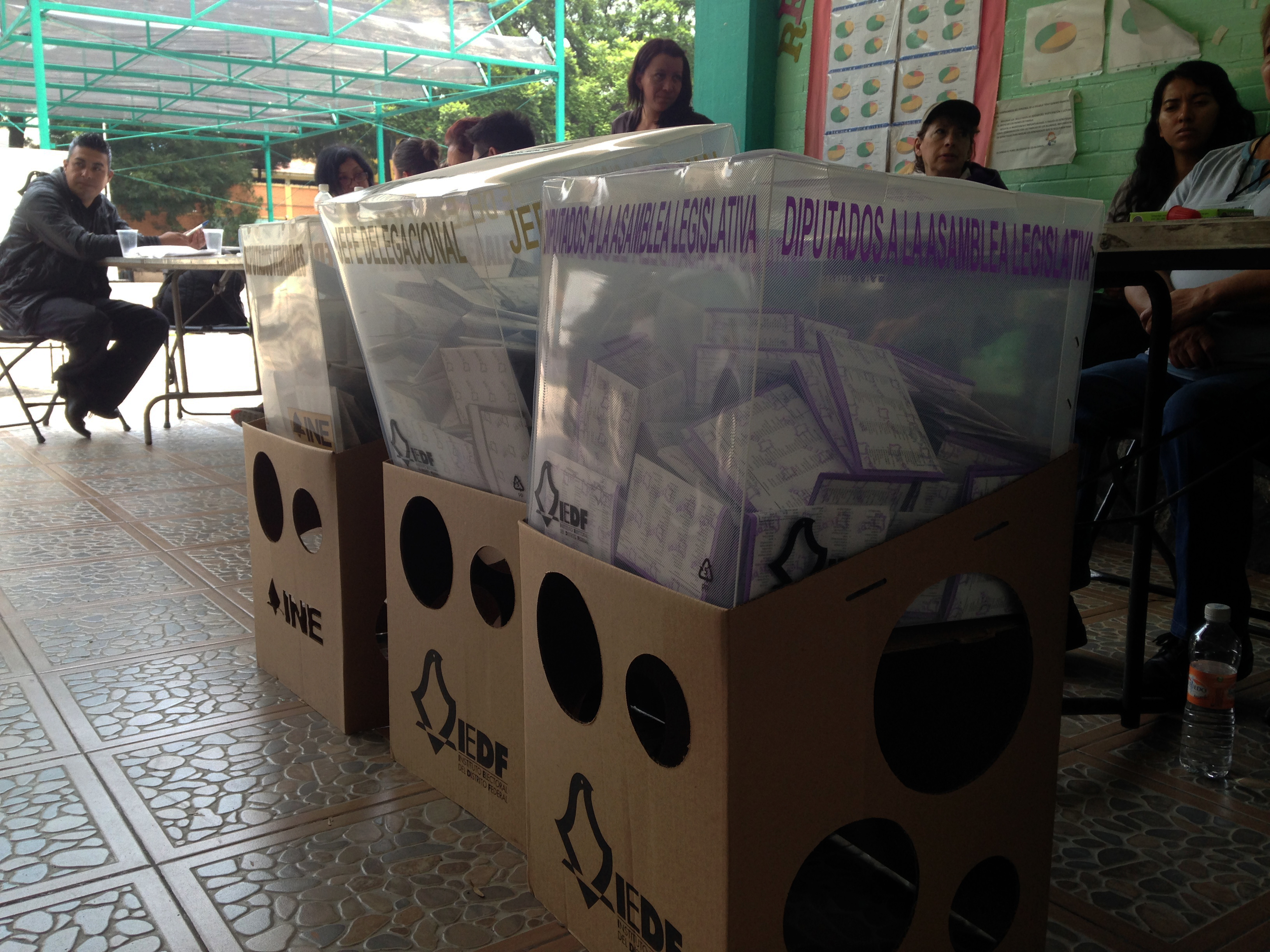
Las tres turnas electorales en las elecciones del Distrito Federal de 2015.

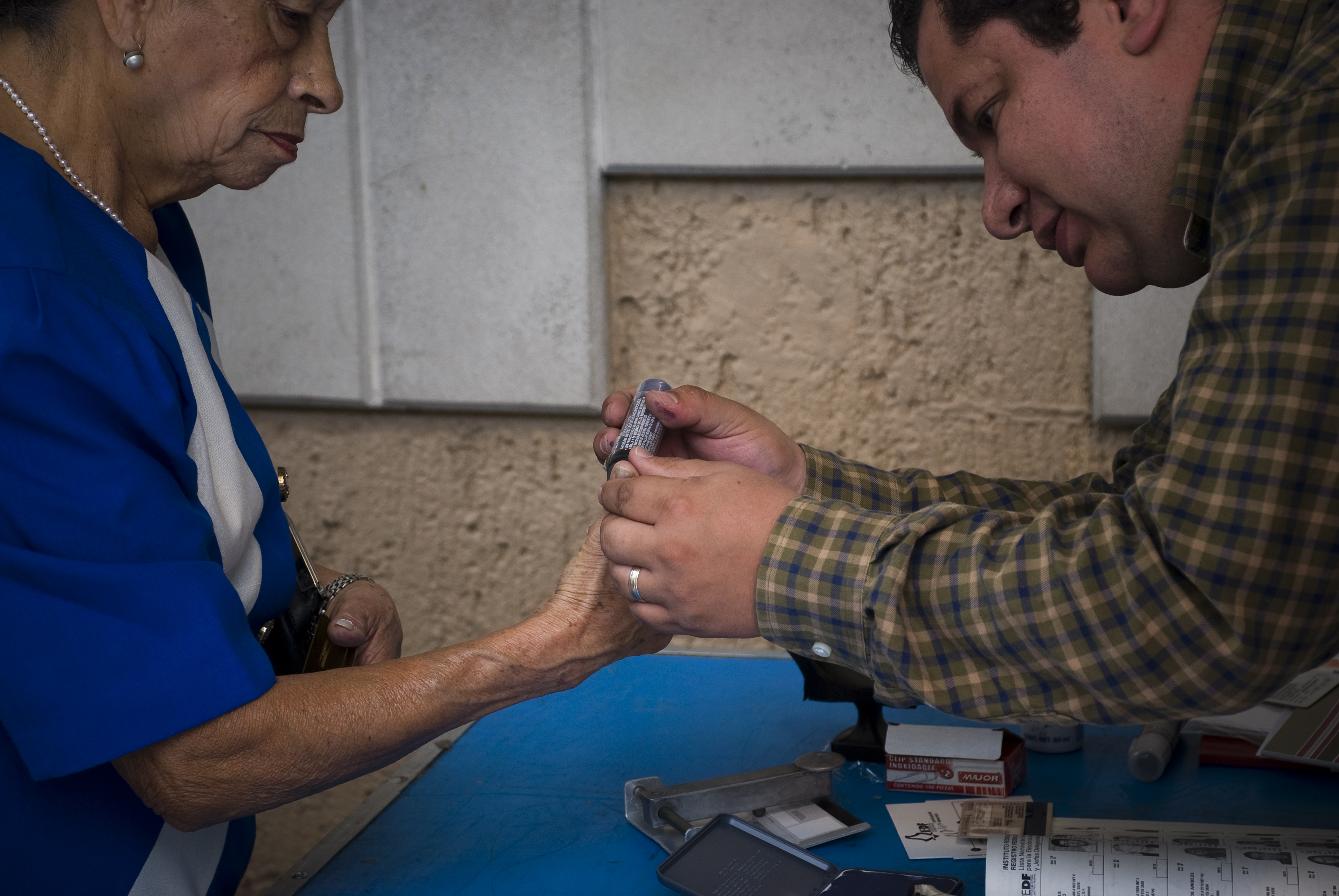
Ayudante de casilla marca el dedo de una mujer con tinta electoral en las elecciones del Distrito Federal de 2009.

Las elecciones locales de México, también llamadas elecciones estatales, son las elecciones realizadas periódicamente en los treinta y un estados y en la Ciudad de México para elegir los cargos de elección popular de sus respectivas entidades. 
Los Organismos Públicos Locales Electorales (OPLE) son órganos constitucionales autónomos existentes en el ordenamiento jurídico de los treinta y un estados y en la Ciudad de México que son los encargados, en coordinación al Instituto Nacional Electoral (INE), de celebrar los procesos electorales.
Cada entidad tiene su propio calendario electoral, que puede o no realizarse el mismo día que las elecciones federales; sin embargo, desde el inicio del siglo xxi, y especialmente desde 2014, se ha buscado que se coordinen ambas para evitar un exceso de jornadas electorales seguidas. En el caso de que en una entidad coincidan las elecciones locales con las elecciones federales la jornada electoral se realiza de manera conjunta, pero el cómputo de votos se realizará de manera independiente.

## Cargos de elección popular
- Cada seis años se elige al titular del poder ejecutivo de la entidad federativa, denominado «gobernador» en el caso de los estados y «jefe de Gobierno» en el caso de la Ciudad de México.
- Cada tres años se renueva la composición de los congresos locales, con un número variado de diputados locales por los principios de mayoría relativa (por cada uno de los distritos electorales locales) y de representación proporcional (por una sola circunscripción electoral).
- Cada tres años se renueva la composición de los cabildos, órgano de gobierno de sus divisiones políticos-administrativas, denominados «ayuntamientos» en el caso de los estados y «alcaldías» en el caso de la Ciudad de México. Su cabeza es el presidente municipal en los ayuntamientos y alcalde en las alcaldías. También es electo uno o dos síndicos; en la mayoría de las entidades aparece por la misma fórmula que el presidente municipal, pero en Chihuahua se votan de forma independiente al presidente municipal y al síndico. Por último, también son electos un número variado de regidores en el caso de los estados o concejales en el caso de la Ciudad de México; son repartidos por el principio de representación proporcional de los partidos políticos de la votación obtenida por el presidente municipal.
- Cada determinado tiempo se eligen a las personas juzgadoras locales, resultado de la reforma judicial de 2024.

## Organismos Públicos Locales Electorales
Los Organismos Públicos Locales Electorales (OPLE) son los organismos autónomos, públicos y locales que fungen como máximas autoridades encargadas de convocar, organizar y contabilizar las elecciones de sus entidades. Gozan de autonomía, entidad y patrimonio propio independiente a cualquier nivel de gobierno. Sus atribuciones son exploradas en la Constitución Política, la Ley General de Instituciones y Procedimiento Electorales, las constituciones estatales y las leyes que de ellas emanen.
Desde la reforma político-electoral de 2014 entre las atribuciones del Instituto Nacional Electoral se encuentra la coordinación y vinculación de los OPLE, que le corresponde a la Comisión de Vinculación con los Organismos Públicos Locales (cuyo tratamiento es el de consejero presidente de comisión) y a la presidencia de cada OPLE. Aunque no existe una subordinación jerárquica formal entre el INE y los Organismos Públicos Locales Electorales, el marco jurídico faculta al INE para emitir criterios o lineamientos generales en materia electoral local, los cuales son de observancia obligatoria para los OPLE. De esta manera, si bien los OPLE gozan de autonomía en su ámbito de competencia, deben acatar los criterios y lineamientos emitidos por el INE en lo relativo a la organización de los procesos electorales.
| Entidad federativa  | Organismo Público Local Electoral                                       | Acrónimo | Fundación       |
| ------------------- | ----------------------------------------------------------------------- | -------- | --------------- |
| Aguascalientes      | Instituto Estatal Electoral                                             | IEE      | 2000            |
| Baja California     | Instituto Estatal Electoral de Baja California                          | IEEBC    | 2014            |
| Baja California Sur | Instituto Estatal Electoral de Baja California Sur                      | IEEBCS   | 1997            |
| Campeche            | Instituto Electoral del Estado de Campeche (IEEC)                       | IEEC     | 1997            |
| Chiapas             | Instituto de Elecciones y Participación Ciudadana                       | IEPC     | 1999 (IEE) 2007 |
| Chihuahua           | Instituto Estatal Electoral                                             | IEE      | 1997            |
| Coahuila            | Instituto Electoral de Coahuila                                         | IEC      | 2002            |
| Colima              | Instituto Electoral del Estado de Colima                                | IEEC     | 1991            |
| Ciudad de México    | Instituto Electoral de la Ciudad de México                              | IECM     | 1999            |
| Durango             | Instituto Electoral y de Participación Ciudadana                        | IEPC     | 1994            |
| Guanajuato          | Instituto Electoral del Estado de Guanajuato                            | IEEG     | 1995            |
| Guerrero            | Instituto Electoral y de Participación Ciudadana del Estado de Guerrero | IEPCG    | 1992            |
| Hidalgo             | Instituto Estatal Electoral de Hidalgo                                  | IEEH     | 1995            |
| Jalisco             | Instituto Electoral y de Participación Ciudadana de Jalisco             | IEPCJ    | 1994            |
| Estado de México    | Instituto Electoral del Estado de México                                | IEEM     | 1996            |
| Michoacán           | Instituto Electoral de Michoacán                                        | IEM      | 1995            |
| Morelos             | Instituto Morelense de Procesos Electorales y Participación Ciudadana   | IMPEPAC  |                 |
| Nayarit             | Instituto Estatal Electoral de Nayarit                                  | IEEN     |                 |
| Nuevo León          | Instituto Estatal Electoral y de Participación Ciudadana de Nuevo León  | CEE      | 1997            |
| Oaxaca              | Instituto Estatal Electoral y de Participación Ciudadana de Oaxaca      | IEEPCO   | 1992            |
| Puebla              | Instituto Electoral del Estado                                          | IEE      | 2000            |
| Querétaro           | Instituto Electoral del Estado de Querétaro                             | IEEQ     |                 |
| Quintana Roo        | Instituto Electoral de Quintana Roo                                     | IEQROO   | 2002            |
| San Luis Potosí     | Consejo Estatal Electoral y de Participación Ciudadana                  | CEEPAC   | 1992            |
| Sinaloa             | Instituto Electoral del Estado de Sinaloa                               | IEES     | 1995            |
| Sonora              | Instituto Electoral del Estado                                          | IEE      | 1994            |
| Tabasco             | Instituto Electoral y de Participación Ciudadana                        | IEPC     | 2002            |
| Tamaulipas          | Instituto Electoral de Tamaulipas                                       | IETAM    | 1995            |
| Tlaxcala            | Instituto Tlaxcalteca de Elecciones                                     | ITE      | 1994            |
| Veracruz            | Organismo Público Local Electoral                                       | OPLE     | 2015            |
| Yucatán             | Instituto Electoral y de Participación Ciudadana                        | IEPAC    | 1995            |
| Zacatecas           | Instituto Electoral del Estado de Zacatecas                             | IEEZ     | 1997            |

## Coordinación con las elecciones federales
A lo largo de la historia política mexicana los periodos de los gobernadores tenían una duración de un cuatrienio (cuatro años), que tenían la misma duración que los periodos presidenciales, que también eran cuatrienios. En 1928 se realizó una reforma constitucional que cambió los periodos presidenciales de cuatrienios a sexenios (seis años). Las elecciones federales de 1928 fueron las primeras de la historia moderna en la que se contendió por la presidencia de la República para un sexenio (1928-1934).
No fue sino hasta una reforma constitucional en 1943 en la se amplió el periodo de los gobernadores de un cuatrienio a un sexenio de forma homóloga al presidente:

El plazo de cuatro años, puesto como límite por la Constitución General a las de los estados para que se señale en ellas la duración del encargo que se confiera a los gobernadores, en la práctica es inadecuado al fin propuesto, puesto que permite que las agitaciones inherentes a las campañas electorales se repitan con una frecuencia perjudicial a los intereses de la sociedad, los cuales reclaman tranquilidad en el ambiente político, condiciones firmes y duraderas en el gobierno y aplicación de esfuerzos a fines útiles, lo mismo en la esfera de las actividades particulares que en el campo de la vida pública.

Gradualmente, cada estado amplió los periodos de los gobernadores de cuatro a seis años. Esto causó un desfase con las elecciones federales, lo que resultó en que varios estados no celebraran sus elecciones al mismo tiempo que las federales. Si bien no existe una obligación legal para que los estados sincronicen sus comicios con los federales, ha surgido una tendencia reciente, especialmente desde principios del siglo xxi, de coordinarlos con el fin de reducir la cantidad de campañas electorales de los habitantes de dichos estados. Para lograr esta sincronización, los Congresos locales aprueban periodos excepcionales que son más cortos (en el caso de las gubernaturas) o más largos (en el caso de los ayuntamientos y las diputaciones locales), de manera que al finalizar estos periodos, coincidan con el año de las elecciones federales. La crisis política en Baja California de 2019 donde se eligió un gobernador por un periodo de dos años en las elecciones estatales, es un ejemplo de estos cambios. El objetivo era alinear las elecciones locales con las federales de 2021, y hubo incluso un intento de extender el periodo irregular de dos a cinco años.
Las elecciones de 2021 fueron las primeras en las que todas las entidades federativas del país tuvieron elecciones locales. El consejero del INE, Ciro Murayama, las consideró en su momento como las «elecciones más grandes de la historia de México», debido al número de cargos en disputa que se produjo por dicha coordinación.
Después de la aprobación de la reforma judicial de 2024, en 2025 fue la primera vez que se eligió mediante voto popular a personas juzgadoras, tanto a nivel federal como a nivel local.